# Technetium(99mTc)-Sestamibi
Technetium(99mTc)-Sestamibi ist ein kationischer Komplex aus einem Technetium-Ion (Konkret das Kernisomer 99mTc) und sechs Molekülen Methoxyisobutylisonitril. Es wird als Radiopharmazeutikum für verschiedene Diagnoseverfahren verwendet.

## Synthese
Die Verbindung muss für die medizinische Verwendung frisch zubereitet werden. Dazu kommen Kits zum Einsatz, die Tetrakis(methoxyisobutylisonitril)kupfer(I)-tetrafluoroborat sowie diverse Hilfsstoffe enthalten (Natriumcitrat, Zinn(II)-chlorid, Mannitol und Cysteinhydrochlorid). Diese Mischung wird dann mit 99mTc-Kaliumpertechnetat versetzt und erhitzt.

## Verwendung
Technetium(99mTc)-Sestamibi wird vor allem zur Bildgebung des Herzens verwendet. Schon Anfang der 1980er-Jahre wurde die Anwendung in der Myokard-Szintigrafie untersucht und in diesem Bereich wird es heute noch eingesetzt. Jedes Jahr werden in Deutschland etwas 300.000 Myokard-Szintigrafien durchgeführt, davon fast alle mit 99mTc-markierten Tracern. Weltweit betrachtet ist die Myokard-Szintigrafie die häufigste bildgebende Methode, die Durchblutung des Herzens zu untersuchen.
Zur Bildgebung der Nebenschilddrüse – insbesondere bei Hyperparathyreoidismus bzw. bei Adenomen – findet ebenfalls Technetium(99mTc)-Sestamibi Anwendung (siehe Nebenschilddrüsenszintigrafie). Es wird besser in die Nebenschilddrüse aufgenommen und liefert bessere Bildqualität als vorher übliche Verfahren (210Tl-Thalliumchlorid). Hierfür wird es seit 1989 bis heute verwendet.
Auch zur Abklärung von kalten Schilddrüsenknoten wird die Szintigrafie mit Technetium(99mTc)-Sestamibi eingesetzt. Diese Anwendung ist allerdings off-label, das heißt außerhalb einer Zulassung.
Es dient auch zur Untersuchung bei Verdacht auf Brustkrebs, da es von Tumoren gut aufgenommen wird. Die Spezifität und Sensitivität für die Diagnose liegen jeweils bei über 80 %. In dieser Anwendung wird es nach wie vor genutzt. Die aktuelle deutsche Leitlinie zur Diagnostik bei Mammakarzinom sieht diese Untersuchung aber nicht vor.